# Yu Qian

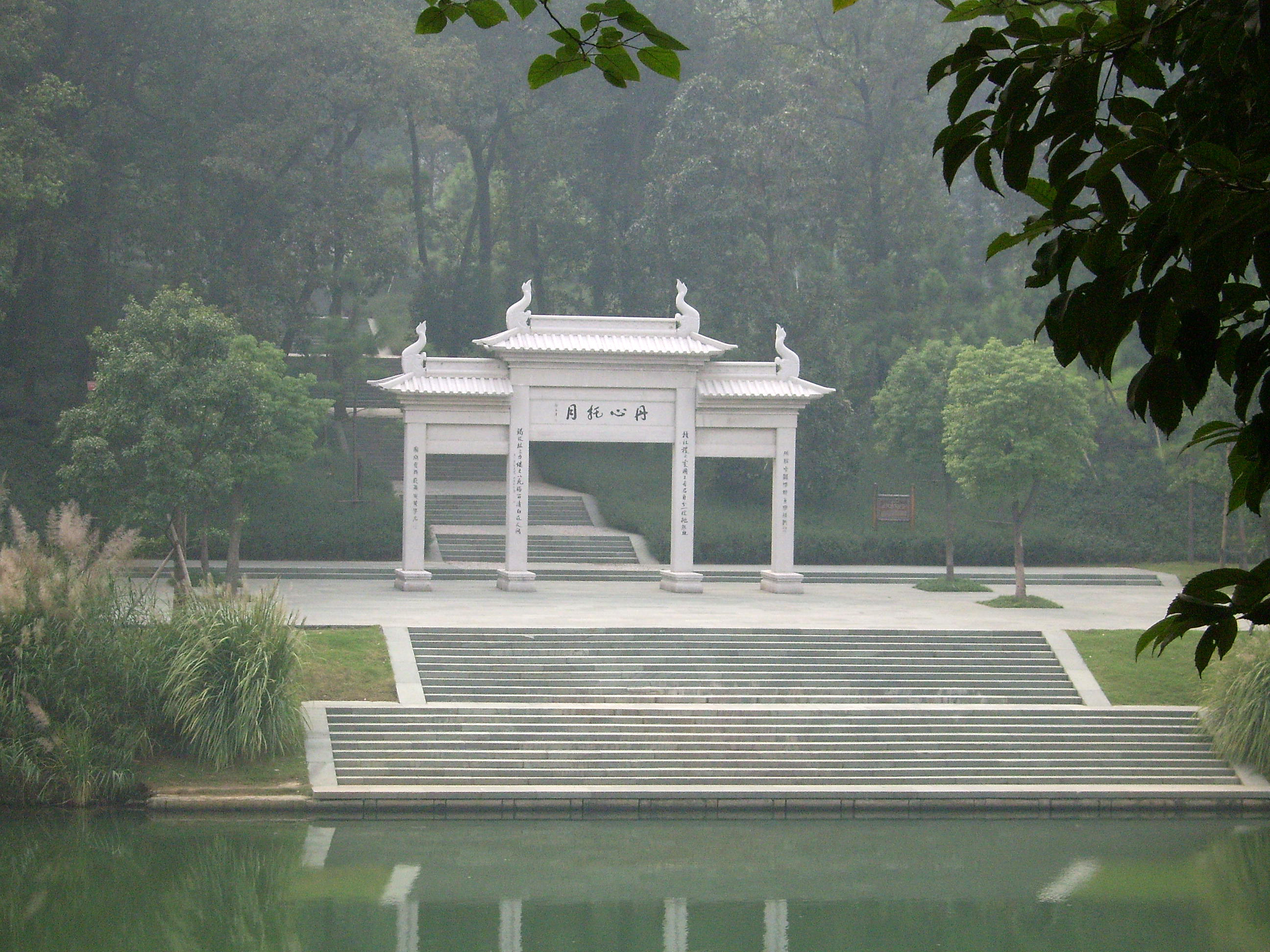
Templo Yu Qian, Hangzhou

Yu Qian (1398-1457), nativo de Qiantang (Hoje conhecida como Hangzhou, Zhejiang) foi um dos ministros de defesa chinês da dinastia Ming.

## História
Ele é conhecido por ter salvado a China quando o imperador Zhengtong lutou contra Esen Tayisi, líder dos mongóis em 1449 e foi feito prisioneiro do exercito Mongol. O exército mongol chegou a 80 km da capital Beijing, mas Yu Qian tomou controle do exército e administrou um ataque para repelir as tropas inimigas. O imperador Jingtai tomou o controle da China enquanto seu irmão mais velho era mantido refém do exército mongol. Depois que o Imperador Zhengtong retomou seu trono, Yu Qian foi acusado de ser um traidor e foi executado. O erro foi reconhecido e sua posição hierárquica foi reintegrada postumamente. Ele é considerado por muitos um dos grandes heróis chinêses.